# Palais Beauvryé

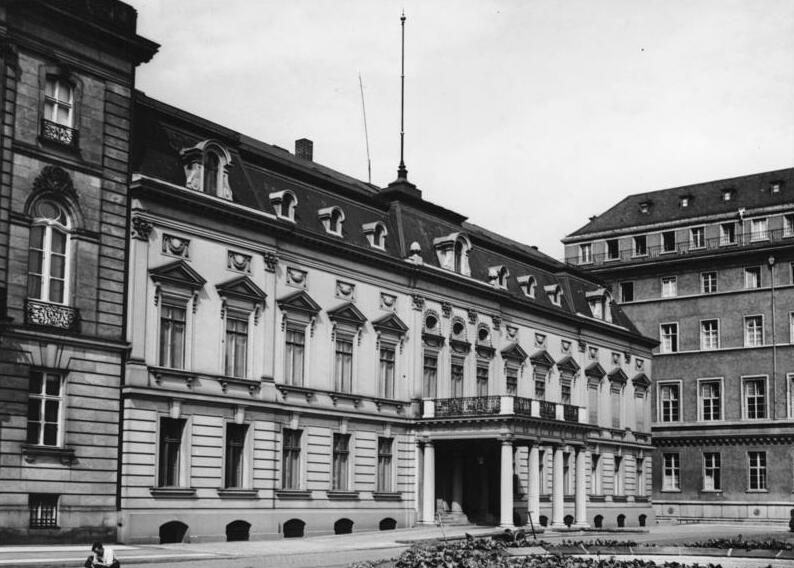
Französische Botschaft, 1937

Das Palais Beauvryé stand bis 1960 am Standort der heutigen Französische Botschaft in Berlin, Pariser Platz Nr. 5. Es war nach der Familie des Bauherren, dem preußischen Generalmajor Bernhard von Beauvryé, benannt.
Das Palais wurde 1735 bis 1737 von Bernhard von Beauvryé erbaut, auf einem von seinem Dienstherren, Friedrich Wilhelm I. geschenkten Areal zwischen „Quarré“ (ehemalige Bezeichnung für den Pariser Platz) und der Spree. Allerdings hat die Familie Beauvryé dieses Palais nie bewohnt, da es bereits 1737 wieder verkauft wurde. 1741 erwarb es der preußische Hofbankier David Splitgerber. Der Zustand während der Zeit, als das Palais von verschiedenen angesehenen Familien Berlins bewohnt wurde, ist in der im Stadtmuseum Berlin aufbewahrten „Lindenrolle“ von 1820 dokumentiert.
Im Jahr 1835 mietete sich die französische Gesandtschaft in dem Haus ein. Es blieb bis zum Ende des Zweiten Weltkriegs Sitz der diplomatischen Vertretung Frankreichs in Preußen, im Norddeutschen Bund und ab 1871 im Deutschen Reich. 1860 wurde das Anwesen von der französischen Regierung erworben, die es 1879 im Stil der Zeit komplett umbauen und erneuern ließ. Zwischen 1928 und 1930 wurde die Fassade der Botschaft ein weiteres Mal gänzlich neu gestaltet und mit Fassadenschmuck im Louis-XVI-Stil versehen.
In der Nacht vom 22. zum 23. November 1943 brannte das Palais infolge eines alliierten Bombenangriffs aus. Das Mauerwerk mit dem Fassadenschmuck blieb erhalten. Die Ruine lag seit 1945 im Ost-Sektor Berlins. Im September 1959 kündigten Ost-Berliner Behörden den Abriss der Ruinen der Botschaft und des gegenüberliegenden Palais Arnim an. Um 1960 waren beide Bauten beseitigt. Damit war die Randbebauung des Pariser Platzes, abgesehen vom Brandenburger Tor, vollständig abgeräumt.
Seit 2002 befindet sich unter der Adresse Pariser Platz 5 der von Christian de Portzamparc entworfene Neubau der Französischen Botschaft.